# Фризия
 Тази статия е за историческата област.  За провинцията на Нидерландия вижте Фризия (провинция).  
Фризия (на немски: Friesland; на нидерландски: Friesland; на датски: Frisland, на фризийски диалекти Fryslân, Fraschlönj, Freesklöön, Freeskluin, Fresklun, Friislön, Fräislound, Freesland, Fraislaand) е историко-географска област в Северозападна Европа, обхващаща нидерландското, германското и много малка част от датското крайбрежие на Северно море. В миналото е била подложена на драматични промени, както поради чуждестранни нашествия, така и поради честите наводнения в ниските земи.
Фризия е съставена от 3 основни области:
- Западна Фризия (Westfriesland) – днес територия на Нидерландия (провинции Фризия и Гронинген);
- Източна Фризия (Ostfriesland) – в провинция Долна Саксония, Германия;
- Северна Фризия (Nordfriesland) – в провинция Шлезвиг-Холщайн, Германия, както и много малка част от Дания.

## История
Фризия се променя много през различните исторически периоди, поради наводнения и промяна в идентичността. Част е от хипотетичния исторически регион на северозападния блок.

### По време на римляните
Хората, по-късно познати като фризийци, започват да се заселват в района около шести век пр. Хр. Според Плиний Стари по време на римляните фризийците (или техните близки съседи хавките) живеят на изкуствено създадени хълмове. Според други източници фризийците живеят по бреговете на Северно море.
По това време Фризия е съставена от сегашните провинции Фризия и части от северна Холандия и Утрехт.

## Галерия
- Фризия на картата на съвременна Северозападна Европа
- Неофициалното знаме на Фризия